# Piero Pelù
Piero Pelù, pseudonimo di Pietro Pelù (Firenze, 10 febbraio 1962), è un cantautore italiano.
È cofondatore del gruppo rock Litfiba. Oltre che per l'attività artistica è conosciuto per l'impegno politico profuso attraverso la musica, i testi delle sue canzoni, i concerti e gli atteggiamenti che mostra in pubblico. È considerato uno dei più amati e influenti rocker della musica italiana.

## Biografia
Nato e cresciuto a Firenze da genitori della provincia di Massa-Carrara, Giovanni, radiologo, e Cristina, casalinga. Si avvicina alla musica rock a 8 anni, con l'acquisto della prima chitarra, una Eko Eldorado. Due anni dopo, a Parigi, rimane folgorato in un negozio di musica da Paranoid dei Black Sabbath e, in particolar modo, dalla chitarra di Tony Iommi. Il primo disco che comprò personalmente fu invece Revolver del gruppo The Beatles. Nel 1976, assiste al suo primo concerto di musica rock: quello dei New Trolls.
Da giovane inizia ad appassionarsi alla musica, ma soprattutto al canto, mentre frequenta il liceo classico, divenendo il frontman di una band liceale, i Mugnìons, dal nome del fiume Mugnone, che da Fiesole scende a Firenze e che passava adiacente al condominio dove abitava la famiglia Pelù. Piero, in quel periodo, iniziò a farsi chiamare con l'appellativo di Pierotten, in onore a Johnny Rotten e anche perché il termine rotten significa marcio, considerato un bell'aggettivo per chi frequentava il punk. Dopo il diploma di maturità classica nel 1980 presso il liceo Michelangiolo di Firenze, parte per un viaggio a Londra ispirato dal punk inglese, deciso a trasferirsi per sempre nella capitale inglese, ma, deluso dai punk da lui considerati imborghesiti, torna a Firenze.

## Carriera

### La nascita dei Litfiba

Pelù nella formazione storica dei Litfiba anni 80

Tramontato il progetto dei Mugnìons, si unisce ad Antonio Aiazzi, Federico "Ghigo" Renzulli, Gianni Maroccolo e Francesco Calamai fondando i Litfiba. Dopo qualche mese di prove la band esordisce in concerto il 6 dicembre 1980, alla Rokkoteca Brighton (che era in realtà un'appendice della casa del popolo di Settignano, una frazione di Firenze).
Piero, convinto delle potenzialità della lingua italiana, si fa promotore nella band dell'impegno a comporre "rock italiano cantato in italiano", diventando l'autore principale dei testi di tutte le canzoni della band e grazie alla sua grande teatralità nello stare sul palco, affermandosi anche come il frontman carismatico.
In poco tempo i Litfiba accumulano un grande numero di concerti in giro per l'Italia e nel giugno 1982 vincono il 2º Festival Rock Italiano tenutosi a Bologna, dove presentano il loro primo EP autoprodotto fresco di stampa: Guerra (Maso Rec). 
Nonostante il riscontro positivo tra pubblico e critica il gruppo fatica a trovare una casa discografica che li metta sotto contratto. Nel frattempo collaborano con la compagnia teatrale Krypton e curano la colonna sonora del loro spettacolo Eneide di Krypton, che verrà pubblicata dalla Suono Edizioni Musicali e nel dicembre '83 suonano in Francia al Festival Trans Musicales di Rennes riscuotendo un buon consenso.

### 1985-1989: laTrilogia del potere

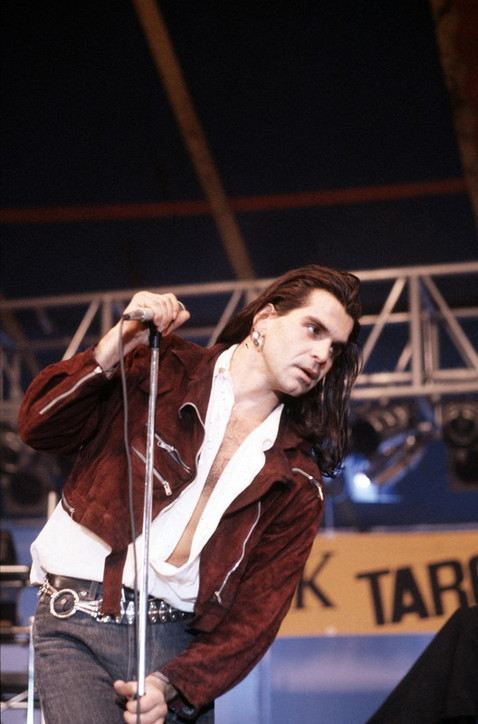
Pelù con i Litfiba nel 1988 sul palco di Rock Targato Italia

La band viene notata da un giovane produttore, Alberto Pirelli, che decide di scritturarli e fondare la I.R.A. Records, una nuova etichetta discografica indipendente con la quale i Litfiba pubblicheranno nel 1985 il loro primo album, Desaparecido. Ad esso faranno seguito 17 re (1986), primo doppio album della storia della musica indipendente italiana e considerato uno dei capisaldi e mai contestati della new wave italiana, e il più rockeggiante Litfiba 3 (1988). È la trilogia del potere: tre album basati sul rifiuto del totalitarismo.
Durante questo periodo, sviluppano una personale chiave di lettura della new wave coniugando i suoni mediterranei con le atmosfere anglosassoni, uno stile del tutto particolare che gli permette di farsi notare anche all'estero.
Di questa produzione musicale fanno parte anche i live 12-5-87 (aprite i vostri occhi) e Pirata (1989), quest'ultimo disco vede il loro passaggio alla CGD, sussidiaria della major Warner, e trainato dal singolo Cangaceiro, diventa disco d'oro e li consacra come gruppo rock di successo.
In questa fase di cambiamenti i Litfiba vengono segnati dall'abbandono del bassista Gianni Maroccolo e dall'improvvisa scomparsa del batterista Ringo De Palma, che suonava con Pelù già ai tempi dei Mugnions e al quale era legato da una profonda amicizia. La band è costretta così a reinventarsi ma gli unici titolari del marchio rimarranno il cantante (fino al 1999) e il chitarrista Ghigo Renzulli.

### 1990-1997: laTetralogia degli elementi
Durante gli anni novanta, i Litfiba si propongono prima con un grintoso rock/grunge, successivamente con un pop-rock elettronico, riscuotendo successo. È il decennio della tetralogia degli elementi: quattro album ispirati, nei testi e nelle sonorità, ai quattro elementi naturali: in ordine cronologico, il fuoco (El diablo), la terra (Terremoto), l'aria (Spirito) e l'acqua (Mondi sommersi). Numerose anche le raccolte e le iniziative in VHS.
In tutto i Litfiba venderanno quasi due milioni di copie, che si sommano al milione di copie venduto con Infinito, nel 1999.
Tuttavia le tensioni artistiche e personali fra il cantante e il chitarrista sulla gestione della band diventano sempre più marcate. Al termine dell'Infinito Tour Piero Pelù decide di abbandonare i Litfiba (nel cui gruppo è sostituito da Cabo) dedicandosi alla carriera solista. L'ultimo concerto del cantante con i Litfiba è al Monza Rock Festival 1999.
In un'intervista del 1999 su MTV/Rete A, Piero Pelù commenta con le seguenti parole l'abbandono dai Litfiba: "Sarà come una festa di laurea per me, perché fino ad ora, diciamo, considero questi begli anni con Ghigo una gran bella palestra. Da oggi si incomincia a lavorare sul serio.".

### 1999: il debutto da solista
Pelù debutta come solista nel 1999, quando è ancora impegnato nell'Infinito Tour con i Litfiba, con il singolo Il mio nome è mai più firmato con Ligabue e Jovanotti, i proventi commerciali del disco sono devoluti a Emergency (in relazione alla guerra nella ex Jugoslavia). Lo stesso anno è chiamato da Mina per incidere Stay with me, una cover in italiano di Stay delle Shakespears Sister, inclusa nel disco Olio di Mina.
La prima apparizione televisiva da solista avviene nel programma Francamente me ne infischio condotto da Adriano Celentano, con il quale si esibisce in duetto interpretando Svalutation. Nella stessa serata presenta una sua versione del brano Pugni chiusi de I Ribelli, che successivamente verrà inciso e pubblicato nel singolo di Io ci sarò.
È invece del 2000 la pubblicazione del libro autobiografico Perfetto difettoso, scritto in collaborazione con Massimo Cotto. Pochi mesi più tardi pubblica il suo primo album Né buoni né cattivi, trainato dai singoli Io ci sarò, Toro loco, Buongiorno mattina e Bomba boomerang. Con questo album si apre ufficialmente la carriera solista di Pelù. Ad accompagnarlo il Supercombo composto dagli altri ex turnisti che hanno suonato nell'ultima formazione dei Litfiba e che l'hanno seguito, con l'aggiunta del chitarrista emiliano Cristiano Maramotti. Da segnalare la collaborazione nel brano Il segno con Gianni Maroccolo e Antonio Aiazzi e di Eliades Ochoa su Aquilone. Debutta dal vivo all'Heineken Jammin' Festival a Imola come ospite principale; seguirà un tour nei palasport, allestendo uno spettacolo condiviso con trampolieri, mangiafuoco e giocolieri, in pieno stile "circense". Nel 2001 partecipa al Festival di Sanremo come ospite speciale, durante il quale lanciò un appello contro l'uso delle mine antiuomo, e al Concerto del Primo Maggio a Roma.
Nel 2002 arriva nei negozi U.D.S. - L'uomo della strada già disco di platino ancora prima di essere pubblicato, nel quale Pelù duetta con Anggun nel brano Amore immaginato. Successivamente pubblica il 100% Live, EP del 2003 con quattro tracce live tratte dal Né buoni né cattivi tour e Soggetti smarriti (2004) che chiude la "trilogia dei sopravvissuti" e viene accompagnato dall'uscita dei singoli Prendimi così, Dea musica e Soggetti smarriti. In occasione della registrazione di quest'ultimo lavoro, più intimista, arriva un'altra doppia collaborazione con Gianni Maroccolo per i brani Anche a piedi e Fugge l'abbraccio (pubblicato sul disco di quest'ultimo).
Pochi mesi più tardi pubblica il DVD Tra cielo e terra, testimonianza live di un concerto registrato a Pescara nello stadio Del Mare, tenutosi davanti a 30 000 persone durante una data estiva del Soggetti smarriti tour.
Il 2 luglio 2005 al Circo Massimo di Roma prende parte al Live 8, concerto in favore della cancellazione del debito dei paesi in via di sviluppo, assieme a Zucchero Fornaciari, Duran Duran, Renato Zero, Claudio Baglioni, Planet Funk, Jovanotti e Luciano Ligabue. In ottobre pubblica la raccolta Presente, con i suoi principali successi più due pezzi inediti: Nel mio mondo, dedicato a Don Andrea Gallo, e Presente. L'album verrà distribuito anche in un'edizione limitata con allegato un DVD con inclusi tutti i videoclip realizzati fra il 1999 e il 2005. A novembre il video di Nel mio mondo riceve il Premio Speciale del Future Film Festival "per la migliore opera videomusicale realizzata con le nuove tecnologie creative, grazie all'alta qualità artistica ottenuta dal compositing che mescola le riprese dal vero con l'animazione". Piero ritira il premio presso l'università IULM di Milano accompagnato da Don Gallo.
Il suo primo periodo come solista è caratterizzato dalla volontà di prendere le distanze dal passato (in quel periodo si taglierà anche i capelli), per poi riconciliarsi gradualmente con esso e, nel 2005, dopo averne acquistato i master originali, pubblica un nostalgico '99 Live, testimonianza dell'ultimo suo tour con i Litfiba. Nel 2005 realizza, in collaborazione con i Bisca, per la colonna sonora del cartone animato L'alba del giorno prima, prodotto da Lanterna Magica e con la regia di Tiziana Vasta, il brano Il tuo futuro. Progetto realizzato sotto il patrocinio della Commissione europea, che si inserisce nel programma di sensibilizzazione sui problemi dell’ambiente. Sempre con la band napoletana Pelù duetta nel brano Sono come tu mi vedi, contenuto nel disco Ah! pubblicato da Rai Trade. Successivamente duetta anche con i Modena City Ramblers nelle cover di La guerra di Piero di Fabrizio De André e Viva l'Italia di Francesco De Gregori, contenuti nell'album Appunti partigiani; mentre con Edoardo Bennato partecipa nell'album La fantastica storia del Pifferaio Magico, reinterpretando La città trema.
È del 2006 In faccia, che segna il passaggio alla Sony BMG. Con questo album abbandona le sonorità pop che avevano caratterizzato i suoi primi album da solista, per riabbracciare uno stile e un sound più rock. Per l'occasione il musicista toscano modifica la struttura della sua band, in particolare da segnalare l'ingresso del chitarrista Saverio Lanza che ha dato una proficua mano soprattutto per gli arrangiamenti. Il singolo di debutto Tribù viene presentato al Concerto del Primo Maggio a Roma. Durante il tour che segue l'album questo nuovo assetto della band, con Daniele Bagni al basso e Paolo Baglioni alla batteria, prenderà il nome di P-Trio. In luglio Pelù si fa promotore di un progetto di volontariato dell'ONG italiana Ucodep, da oltre 10 anni attiva in Repubblica Dominicana con progetti volti a migliorare le condizioni di vita della popolazione locale e del diritto all'educazione scolastica dei bambini. Durante il viaggio lungo il percorso de la "Ruta del Café", nella Valle de Bonao, vengono effettuate le riprese per il video del singolo Velo. Il tour di In faccia lo portò nuovamente ad esibirsi all'estero. A distanza di anni tornò a suonare a Parigi, a Ginevra, ad un festival estivo in Belgio e, grazie alla sinergia con Ucodep addirittura ad Hanoi, in Vietnam, in un concerto organizzato dall'Ambasciata italiana nell'ambito della "Settimana di cultura ed economia italiana" dal titolo Arcobaleno italiano.

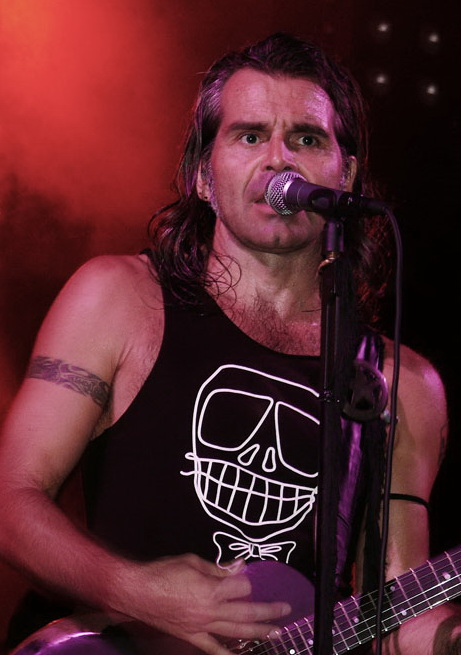
Piero Pelù in concerto a Gricignano di Aversa nel 2008

A giugno 2007 pubblica un album dal vivo dal titolo MTV Storytellers, registrato al Conservatorio di Milano e composto da 18 tracce che alternano le performance live del rocker ad interviste.
Durante l'estate 2007 è impegnato come direttore artistico nella coordinazione e nello sviluppo di Fi.Esta, rassegna musicale estiva del comune di Firenze. Nei quattro mesi di cartellone che andarono da fine maggio a fine settembre organizzò concerti (Ziggy Marley, Elio e le Storie Tese, Gogol Bordello, Ennio Morricone e Muse), una mostra di Hugo Pratt sul fumetto Corto Maltese (in collaborazione col giornalista Rai Vincenzo Mollica), letture di poesie da parte di Arnoldo Foà, un incontro con il regista Spike Lee al Forte Belvedere, lezioni di teatro con Dario Fo e Franca Rame (che parlarono di Michelangelo all'anfiteatro di Fiesole) e la lettura del V Canto dell’Inferno della Divina Commedia da parte di Roberto Benigni. A fine anno lasciò l'incarico per dedicarsi alla realizzazione del suo nuovo album.
Nel 2008 esce quindi Fenomeni, che entra subito al terzo posto nella classifica degli album più venduti in Italia secondo FIMI. Lo stesso album si può scaricare da internet in versione "deluxe edition", con le tracce bonus Revolution, cover dei Beatles, e di Jeeg Robot, che una leggenda metropolitana attribuiva inverosimilmente l'esecuzione originale ad un giovane Pelù. Dopo il lungo tour estivo, nell'inverno del 2009 presenta per la prima volta in carriera uno spettacolo che unisce musica e teatro. La variante del tour Fenomeni in Teatro, fu scritta a quattro mani con Sergio Bustric e diretta dallo stesso attore toscano. La scenografia dello spettacolo, fu basata sui temi delle canzoni della scaletta e ispirata al futurismo e allo scultore Alexander Calder.
Nell'estate successiva propone al gruppo tzigano Acquaragia Drom un progetto intitolato Acquasantissima Rock 'n' Rom, in cui vengono riproposte in chiave folk rock canzoni del periodo Litfiba, altre dal suo repertorio da solista insieme ad alcuni pezzi degli stessi Acquaragia Drom. Pelù partecipa inoltre con il supergruppo Artisti uniti per l'Abruzzo alla realizzazione del singolo Domani 21/04.2009 il cui ricavato è destinato al fondo benefico "Salviamo l'arte in Abruzzo". Duetta poi con i Dago nel brano Grande spirito pubblicato nel cofanetto Nessuna pietà di Marco Vichi.

### 2009: il ritorno nei Litfiba
L'11 dicembre 2009 viene ufficializzato, sul sito ufficiale della band, il ritorno di Pelù come cantante dei Litfiba. Nel 2010 la band si esibisce in una lunga tournée che godrà di un ampio consenso di pubblico.
Il 1º giugno 2010 uscì Stato libero di Litfiba, un doppio album live, che fu certificato disco di platino, composto da 24 canzoni storiche e due inediti: Sole nero e Barcollo. A marzo 2011 i Litfiba intrapresero un mini-tour che toccò le principali capitali europee (suonando per la prima volta a Londra). Da questa esperienza scaturì il documentario Cervelli in fuga - Europa live 2011, che alterna le esibizioni live al backstage e interviste, per la regia dello stesso Pelù con la collaborazione di Mario Piredda. Il documentario venne proiettato nei principali cinema italiani in un'unica serata alla vigilia della pubblicazione del nuovo album di inediti.
Grande nazione debutta sul mercato il 17 gennaio 2012, e verrà certificato disco d'oro vendendo oltre 30 000 copie. Durante la tournée successiva i Litfiba suonano per la prima volta all'Arena di Verona.
Dal 7 marzo al 30 maggio 2013 Pelù è uno dei coach della prima edizione del talent show The Voice of Italy, in onda su Rai 2, insieme a Raffaella Carrà, Riccardo Cocciante e Noemi. Nella prima fase sceglie come suo consulente artistico Cristiano Godano dei Marlene Kuntz. Il finalista del suo team Timothy Cavicchini arriva al secondo posto.
Il 26 marzo 2013 esce il live Trilogia 1983-1989 live 2013, in occasione dell'omonimo tour che vede la partecipazione dei due storici membri Gianni Maroccolo (basso) e Antonio Aiazzi (tastiere).
Il 23 settembre dello stesso anno, i Litfiba annunciano una pausa del gruppo: Piero Pelù e Ghigo Renzulli si dedicheranno ai propri progetti personali, per poi tornare a lavorare assieme al nuovo disco, dall'autunno 2014.

### Dal 2013
Il 19 novembre 2013 è stata pubblicata la raccolta Identikit, contenente gran parte dei suoi brani solisti con l'aggiunta degli inediti Mille uragani e Sto rock.
Il 12 marzo 2014, Pelù ha partecipato nuovamente al talent show The Voice of Italy nelle vesti di coach, affiancato da Noemi, Raffaella Carrà e J-Ax. Nel mese di aprile 2014, Pelù ha intrapreso un minitour di quattro concerti per promuovere Identikit, durante il quale si esibisce a Roma, Padova, Milano, Firenze e ancora a Roma per il Concerto del Primo Maggio. Intorno allo stesso periodo è stata pubblicata la sua seconda autobiografia Identikit di un ribelle, scritta insieme a Massimo Cotto (già collaboratore per la stesura della prima autobiografia, Perfetto difettoso). Il libro ha ricevuto il Premio Lunezia Menzione Speciale 2014.
Nel settembre 2014 ha preso parte alle riprese del mediometraggio Tu non c'eri, scritto da Erri De Luca e diretto da Cosimo Damiano Damato. Pelù ha curato anche la colonna sonora del film, per la quale ha ricevuto nel 2016 il riconoscimento come “Artista Maschile dell’Anno” al Premio Roma Videoclip.
Il 25 febbraio 2015 ha partecipato come coach per la terza volta consecutiva a The Voice of Italy, affiancato da Noemi, J-Ax e da Roby e Francesco Facchinetti.
Insieme a Federico Fiumani, storico leader dei Diaframma, alla fine di marzo 2015 dà alle stampe Buchi nell'acqua. Si tratta di un singolo scritto a quattro mani dai due rocker, che presenta come lato B una versione di Amsterdam dei Diaframma registrata nella storica cantina-prove dei Litfiba in Via de' Bardi.
Il 7 ottobre 2016 esce L'impossibile, il primo singolo estratto dal nuovo album firmato Litfiba e intitolato Eutòpia. L'11 novembre viene pubblicato il disco che, assieme a Stato libero di Litfiba e Grande nazione, va a completare la Trilogia degli Stati iniziata nel 2010. Fabrizio Simoncioni, musicista e storico collaboratore della band, entra in formazione come tastierista. Il 6 gennaio 2017 esce il secondo singolo dell'album: Straniero, mentre il terzo ed ultimo estratto è Maria Coraggio, brano dedicato alla collaboratrice di giustizia e vittima di mafia Lea Garofalo. Eutòpia viene certificato Disco d'oro e a giugno i Litfiba vengono premiati durante la serata del Wind Music Awards 2017 all'Arena di Verona.
Nel 2018 partecipa, per la seconda volta in carriera, come ospite al Festival di Sanremo. Durante la quarta serata della manifestazione duetta con Claudio Baglioni in un tributo a Mogol e Battisti con il brano Il tempo di morire.
Nel 2018 torna live da solo con il “Warm up tour”, accompagnato dai Bandidos, la sua band di supporto composta da Giacomo Castellano alla chitarra, Ciccio Li Causi al basso e Luca Martelli alla batteria. La tournée viene votata degli utenti del magazine online Rockol come "Migliore live di artista italiano", aggiudicandosi il Rockol Awards 2018.
Il 18 ottobre 2019 viene pubblicato il singolo Picnic all'inferno, dedicato all'attivista per l'ambiente svedese Greta Thunberg, al quale farà seguito un tour di sei date denominato Benvenuto al mondo tour.

### 2020: il debutto a Sanremo,Pugili fragili, e il libroSpacca l'Infinito
Il 31 dicembre 2019 viene annunciata la sua partecipazione al Festival di Sanremo 2020, per la prima volta come artista in gara, con il brano Gigante, dedicato al nipote, con il quale si classificherà al quinto posto. Alla partecipazione al festival seguirà la pubblicazione di Pugili fragili, il primo album di inediti dal 2008, prodotto da Luca Chiaravalli. Ma a seguito della diffusione del covid e a causa del lockdown, sia la promozione del disco, che l'imminente tournée vengono inevitabilmente cancellate.
Con un album appena pubblicato, Pelù si ritrova a dover fare i conti con la frustrazione di non poterlo promuovere, e con la necessità di dover trovare un'alternativa a cui potersi dedicare durante il suo confinamento in Puglia. Da questa urgenza nasce “Spacca l’infinito”, il terzo libro autobiografico che verrà  pubblicato da Giunti nel febbraio 2021. 
Per differenziarlo dalle due precedenti pubblicazioni, il libro narra in maniera più romanzata  dell'esperienza di vita personale del cantante e ripercorre la storia della sua famiglia dalla fine dell’Ottocento, fino ad arrivare alla Firenze degli anni ’80.
Nel 2021 si avvicina al mondo del teatro ricoprendo il ruolo di voce recitante in due spettacoli itineranti.
A settembre va in scena a Trapani lo spettacolo Piero e il lupo, un concerto con voce recitante della fiaba per musica Pierino e il lupo di Prokofiev, in cui Pelù recita il testo scritto dallo stesso compositore russo, con l'Orchestra Sinfonica Siciliana diretta dalla moglie Gianna Fratta.

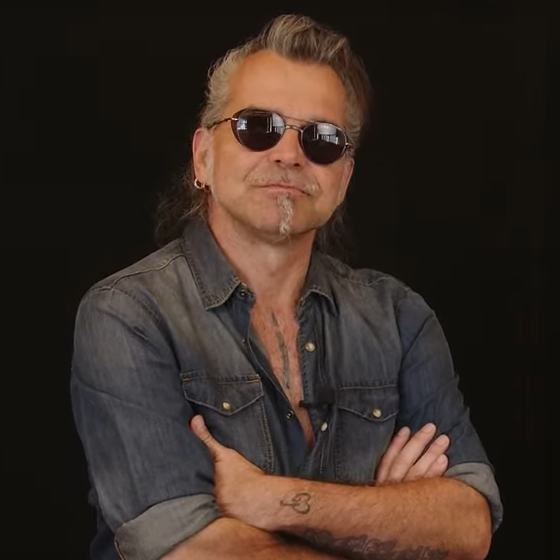
Piero Pelù nel 2024

Il 24 marzo 2022 esce su Amazon Prime Video il film di Claudio Amendola I cassamortari, dove il rocker fiorentino oltre ad interpretare il ruolo di una rockstar, firma assieme al produttore e polistrumentista Valerio Carboni la colonna sonora, anticipata due giorni prima dell'uscita dal singolo Sete di vita. Nei mesi successivi dello stesso anno Pelù intraprende un tour con i Litfiba intitolato L'ultimo girone; la tournée viene annunciata come l'ultimo capitolo della storia del gruppo prima dello scioglimento.

### 2024:Deserti
Dopo una pausa di un anno causata da uno choc acustico, il 12 aprile 2024 esce Novichok, singolo che anticipa il nuovo album del rocker fiorentino Deserti, uscito il 7 giugno 2024.
Il 20 aprile 2024 viene nominato consulente artistico del Teatrodante "Carlo Monni" di Campi Bisenzio.

## Influenze artistiche
La vita di Piero Pelù venne "sconvolta" nel 1977, grazie a un servizio di Michael Pergolani sulla rivoluzione della cultura punk in atto a Londra, che ebbe modo di vedere su Odeon. Tutto quanto fa spettacolo, trasmissione di Brando Giordani ed Emilio Ravel. Si riconobbe nel punk e ne abbracciò la filosofia per discostarsi profondamente da una realtà giovanile nella quale non s'identificava. Iniziò ad ascoltare i Sex Pistols, gli Stooges, gli Stranglers e i Clash.
Insieme a Federico Fiumani e a qualche altro amico, divenne uno dei pochi ragazzi punk di Firenze.
Ha sempre nutrito un grande interesse per le culture mediterranee in genere e la musica folkloristica ad esse collegate, in particolare per la tarantella, la pizzica e la musica rebetika, ma anche per quelle nordafricane e del Medio Oriente. Particolare influenza sul suo immaginario la ebbero le fiabe sonore della Fabbri editori, soprattutto Aladino e la lampada meravigliosa. È affascinato dalle atmosfere esotiche e orientali, e in passato ha avuto modo di nutrire questa sua passione attraverso una vecchia radio a valvole grazie alla quale riusciva ad ascoltare Radio Istanbul e Radio Tirana.
I suoi libri preferiti sono Pian della Tortilla di John Steinbeck e le storie esotiche di Emilio Salgari, in particolare Le tigri di Mompracem. È un grande estimatore del poeta francese Jacques Prévert, e per il quale ha scritto una prefazione ad una sua pubblicazione del 1996.
Tra le figure che hanno contribuito a influenzare il suo stile di scrittura senza dubbio Edoardo Bennato ed Enzo Jannacci ricoprono un ruolo importante. L'ironia presente in brani come Meno male che adesso non c'è Nerone e Vengo anch'io. No, tu no, è un punto di riferimento al quale Piero si è sempre ispirato per la composizione dei testi delle sue canzoni.
Per il suo modo di utilizzare la voce ha avuto molti maestri ma nessuno in particolare. Tra i cantanti che maggiormente ammira ci sono Demetrio Stratos, David Bowie e Iggy Pop, quest'ultimo suo idolo assoluto e dal quale prende ispirazione per il modo di tenere il palco e soprattutto dal quale ha preso spunto per il tuffo sul pubblico, gesto che lui stesso ama praticare sovente nei live.
Inoltre, nei primi anni ottanta, Pelù ha seguito diversi seminari di teatro, tra cui anche il mimo e le maschere neutre, ma uno in particolare gestito da Orazio Costa è stato maggiormente formativo. Si trattava di un metodo che abbina al suono delle parole e al loro significato una gestualità del corpo e un'espressione della voce, che fu prezioso nel definire il suo modo di stare sul palco.
Tutto questo insieme di influenze e di studi hanno così modellato il suo modo di cantare e di interpretare, anche con il corpo, ciò che esprime.

### Fasi stilistiche
Lungo la sua quarantennale carriera, Pelù ha attraversato diverse fasi stilistiche ed estetiche. Durante la sua militanza nei Mugnions e poi durante i primi anni della sua esperienza con i Litfiba mostrava uno stile post-punk e new wave, apparendo spesso e volentieri sul palco con gonne lunghe, capelli lunghi tenuti quasi sempre legati e, occasionalmente, piedi scalzi.
Verso la fine degli anni ottanta la sua immagine evolve abbracciando via via un look sempre più rock e incisivo, vestendo con pantaloni di pelle e stivaletti Beatles boot, ideando e disegnando lui stesso i vestiti da indossare. Si è inoltre mostrato con capelli sempre più lunghi e spettinati, lunghe basette, vistosi orecchini e torso nudo. Questa immagine, che è fedelmente immortalata sulla copertina del disco Pirata, sarà quella che, soprattutto nel periodo di El Diablo e Terremoto con relative tournée, gli permetterà di guadagnarsi la nomea di cantante ribelle e dannato.
Grazie al suo modo di tenere la scena e ai suoi atteggiamenti spesso provocatori, si è guadagnato la fama ed il soprannome di "animale da palcoscenico" del rock italiano.
Sul finire degli anni novanta, già con i Litfiba e successivamente durante la sua carriera da solista, ha progressivamente abbandonato lo stile aggressivo e provocatorio per iniziare ad adottare, verso il pubblico e i media, un'immagine sempre più morbida e rassicurante. Con il rientro nei Litfiba, alla fine del 2009, ha volutamente riabbracciato quello stile trasgressivo che lo aveva caratterizzato e reso noto agli inizi degli anni novanta.
La figura iconica dell'ex cantante dei Litfiba ha influenzato anche l'immaginario del mondo dei fumetti. In particolare nella serie fantasy Dragonero, edita dalla Sergio Bonelli Editore, nell'albo n. 22 pubblicato nel 2015, compare il personaggio di Yonhus "Due Facce", ispirato proprio a Pelù. Disegnato da Walter Trono, che ha dichiarato di aver voluto omaggiare uno dei suoi cantanti preferiti.

## Vita privata
Piero Pelù è nato e cresciuto a Firenze, ma la sua famiglia è originaria di Massa, città dove tutt'oggi il rocker passa buona parte del suo tempo libero. Suo padre, Giovanni, era un medico radiologo, mentre sua madre Cristina era casalinga. Ha un fratello maggiore di due anni, Andrea, che oggi gli fa da manager. Da adolescente avrebbe desiderato frequentare l’Istituto statale d'arte di Firenze, ma è stato obbligato dai genitori ad iscriversi al liceo classico, che ha frequentato prima al liceo Dante e poi al liceo Michelangelo, dove ha formato la sua prima band e dove si è diplomato nel 1980. Ha poi frequentato un anno di giurisprudenza e uno di scienze politiche all'università, decidendo infine di abbandonare gli studi per dedicarsi alla carriera musicale. Ha tre figlie avute da due donne diverse: dalla prima compagna, l'attrice Rosella Testa, ha avuto Greta nel 1990 e Linda nel 1995, mentre dalla seconda compagna Antonella Bundu ha avuto Zoe nel 2004.
La figlia Greta, nel 2017, lo ha reso nonno di Rocco. Il 14 settembre 2019 si è sposato a Firenze con la pianista Gianna Fratta.
Si è sempre dichiarato ateo agnostico, ma ha detto di essere anche devoto a Santa Sarah. Questa predilezione nei confronti della patrona del popolo Rom è dovuta alla passione che Piero nutre per la cultura gitana, per i viaggi e per il suo considerarsi un’anima nomade. Negli anni '80 ha sviluppato un forte interesse per il simbolismo, l'esoterismo e i teschi. Appassionato di calcio e tifoso della Fiorentina, ha fatto parte della squadra di calcio Dinamo Rock. Ha risieduto alcuni anni a San Casciano in Val di Pesa, dove produce vino Chianti Classico con il marchio Gallo Nero.
Dal 2015 al 2019 è stato ideatore e organizzatore, insieme con gli amici Giovanni Di Pillo e DJ Ringo, della Mosquito's Way, una parata itinerante di bicimotori e ciclomotori storici e vintage risalenti a prima del 1990, rigorosamente a pedali.
Ha preso parte all'edizione 2018 della Mille Miglia, alla guida di un'Alfa Romeo Giulietta Sprint del 1955.
Dal 4 maggio 2019 è cittadino onorario di Oliena, in provincia di Nuoro.
Pelù ha sofferto di depressione.

## Impegno sociale e per i diritti umani
Piero Pelù fin da giovanissimo è stato impegnato attivamente nel sociale. Si è sempre dichiarato anarchico, pacifista e obiettore di coscienza. Nel settembre 1986, nel quarto anniversario dell'assassinio del generale Dalla Chiesa, si adoperò in prima persona
nell'organizzazione del concerto contro la mafia La musica contro il silenzio, che si tenne in piazza Politeama a Palermo, che oltre ai Litfiba vide la partecipazione delle migliori band alternative italiane di quel periodo (Gaznevada, Moda, Denovo, Diaframma, Detonazione e Joe Perrino & The Mellowtones).
Nel settembre del 1991 sempre con i Litfiba partecipò alla Marcia della Pace Trieste-Sarajevo, carovana di associazioni di pacifisti in contrasto all'imminente Guerra dei Balcani, che si concluse a Sarajevo con un concerto al quale presero parte anche i Nomadi.
Nel 1996 con la sua compagna di allora si recò in Sierra Leone, dove era in corso la guerra civile, dando vita al Progetto Sierra Leone in collaborazione con i missionari del Murialdo ed Emergency, per la costruzione di ospedali a favore dei bambini vittime di mutilazioni.
Nel dicembre 1997 fa parte del gruppo di artisti composto da Luciano Pavarotti, Bono, Brian Eno, Zucchero Fornaciari, Ligabue, Jovanotti, Edoardo Bennato e The Chieftains, che andò a Mostar per l'inaugurazione del Pavarotti Music Center, una struttura creata con War Child per educare alla musica i bambini vittime della guerra. La scuola venne costruita con i fondi raccolti tramite le edizioni 1995 (al quale presero parte i Litfiba) e 1996 del Pavarotti & Friends.
Nel 2001 riceve il premio Tributo ad Augusto, per la sua intensa attività a favore di Emergency e del WWF e per il suo appoggio in favore della liberazione del Panchen Lama del Tibet (definito da Amnesty International «il più piccolo prigioniero politico del mondo») che nel 1995 è stato rapito dai militari del governo della Cina popolare e segregato insieme a tutta la sua famiglia.
Il 29 novembre 2005 è nominato direttore artistico e organizzatore al Nelson Mandela Forum di Firenze dell'evento Artisti toscani contro la pena di morte per celebrare la ricorrenza dell'abolizione, per la prima volta nella storia dell'umanità, della pena capitale ad opera del Granducato di Toscana nel 1786. Al concerto presero parte Francesco Magnelli, Saverio Lanza, Gianni Maroccolo, Irene Grandi, Jovanotti, Pau dei Negrita, Erriquez della Bandabardò, Ginevra Di Marco, Riccardo Tesi e Paolo Hendel. Durante la serata vennero raccolti fondi a sostegno di Nessuno tocchi Caino e Amnesty International.

### Clean Beach Tour
Impegnato fin dagli anni Ottanta già con i Litfiba a scrivere canzoni come Resta e Peste, incentrate su temi ecologisti, Pelù è tornato a dare voce alla sua anima green con il brano Picnic all'inferno, pubblicato nel 2019, in cui “duetta” virtualmente con l’attivista svedese Greta Thunberg. Ispirato inoltre dal movimento Fridays for Future, parallelamente agli impegni artistici ha affiancato appuntamenti di volontariato ecologista, atti a sensibilizzare l'opinione pubblica e a coinvolgere associazioni e attivisti per andare a ripulire in prima persona spiagge e i litorali di mari e fiumi. Questi eventi, ribattezzati "Clean Beach Tour" si sono concretizzati anche grazie alla collaborazione con Legambiente, che nel gennaio 2020 ha lanciato una mobilitazione nazionale dando appuntamento presso la spiaggia della Feniglia, in provincia di Grosseto, per ripulire il litorale da una massiccia presenza di rifiuti. A distanza di un mese, in occasione della partecipazione del cantante al Festival di Sanremo, si tiene il secondo appuntamento nel comune ligure, per ripulire la spiaggia di Bussana, invasa da plastica e rifiuti ingombranti. Con la partecipazione del Presidente di Legambiente Stefano Ciafani e trecento volontari, sono stati raccolti 20 metri cubi di rifiuti in un’ora. Il Clean Beach Tour subisce poi un brusco stop a causa del lockdown, ma già a luglio riparte dal Friuli, con la terza tappa che si tiene sulla spiaggia di Staranzano dove, con la partecipazione di cinquanta volontari, vengono raccolti quaranta sacchi di rifiuti, di cui il 95% composto da plastiche.
Successivamente il Clean Beach Tour torna in concomitanza dell'operazione di Legambiente "Spiagge e Fondali Puliti", nel maggio 2021, facendo tappa sulla spiaggia toscana di Marina di Alberese, a cui hanno preso parte un centinaio tra volontari e studenti.

Riguardo al suo impegno e la concreta devozione per la salvaguardia dell'ambiente, il cantante ha dichiarato: 
(Piero Pelù)

## Polemiche
Nel corso della sua carriera Piero Pelù ha fatto dichiarazioni pubbliche che in alcuni casi hanno suscitato polemiche.
Nel 1991 durante la tournée di El Diablo ricevette due denunce; la prima per vilipendio alla bandiera quando, per celebrare la caduta del regime di Ceaușescu imitò il popolo rumeno, che tagliava i simboli comunisti dal centro della loro bandiera, facendo un buco alla bandiera italiana e indossandola a mo' di poncho. La seconda denuncia, per istigazione alla diserzione, se la procurò quando durante un concerto invitò le forze dell'ordine presenti a levarsi la divisa.
Durante l'esibizione dei Litfiba al Concerto del Primo Maggio del 1993, nell'introdurre il brano Il mistero di Giulia Pelù si rivolse ironicamente al Papa (allora Giovanni Paolo II), domandandosi perché parlasse sempre di sesso, concludendo con la frase: «Papa, ma sai 'na sega te!». Ciò suscitò diverse critiche tra cui quella di Adriano Celentano sul Corriere della Sera. Nella stessa serata si fece notare per un gesto provocatorio durante l'intervista con Vincenzo Mollica. Nel tentativo di lanciare un messaggio di prevenzione per la lotta all'AIDS infilò un preservativo sul microfono del giornalista, che in diretta non reagì ma in realtà si arrabbiò moltissimo con il cantante, interpretando il gesto come una provocazione nei suoi confronti.
Nel 2010, in occasione del concerto tenuto a Campofelice di Roccella, durante uno sketch ironico in cui si annunciava la morte della P2, dichiarò dal palco: "Partecipano al suo dolore la mafia siciliana, la 'ndrangheta calabrese, la camorra napoletana, il vostro conterraneo Marcello Dell'Utri e Silvio Berlusconi". La cosa provocò la stizzita replica dell'assessore alla Cultura e alle Politiche giovanili dell'allora Giunta provinciale di Palermo, che accusò Pelù di fare propaganda politica tramite squallidi messaggi populisti e demagogici. L'esponente del PdL invitò le autorità siciliane a non invitare più in futuro artisti come i Litfiba. La band denunciò di essere stata bandita dalla regione e riuscì a tornare a suonare in Sicilia solo dopo cinque anni, nel luglio 2015, quando si esibì al Teatro antico di Taormina.
Al Concerto del Primo Maggio del 2014, Pelù criticò il premier Matteo Renzi, apostrofandolo "boy scout di Licio Gelli" e invitandolo a porre attenzione ai problemi interni del paese quali disoccupazione, corruzione, voto di scambio, mafia, camorra e 'ndrangheta. La vicenda ha suscitato reazioni di alcuni esponenti del Partito Democratico. Il 23 febbraio 2019 Renzi ha annunciato di voler querelare Pelù per diffamazione. A inizio 2020 le due parti si accordano per un risarcimento di 20 000 euro da parte di Pelù verso l'ex premier.
In occasione delle votazioni per il Referendum costituzionale del 2016 della riforma Renzi-Boschi, Pelù che aveva fatto campagna per il No al referendum costituzionale, denunciò sul proprio profilo Facebook che la matita che gli era stata data per votare era cancellabile, innalzando un polverone mediatico tra gli esponenti politici e la stampa specializzata, non essendo forse a conoscenza del fatto che il tratto tracciato con una matita copiativa può sì essere cancellato ma solo lasciando un evidente segno della cancellazione.

## Premi
- Premio Tributo ad Augusto 2001 per l'intensa attività a favore di Emergency e WWF.[85]
- Premio Videoclip Italiano e Indipendenti MEI, per la Miglior Realizzazione Mainstream del video Bene bene male male.[86]
- Premio Lunezia Poesia del Rock, per il valore musical-letterario dell'album Soggetti Smarriti.[87]
- Premio Future Film Festival 2005 per il video del suo singolo “Nel mio mondo", per la migliore opera videomusicale realizzata con le nuove tecnologie creative.
- Premio Spiga D'Argento 2005 alla carriera e per l'impegno sociale.[88]
- Premio Lunezia Menzione Speciale 2014 al libro Identikit di un ribelle[19]
- Premio De Andrè (2016) alla carriera
- Premio Roma Videoclip come “Artista Maschile dell’Anno 2016”
- Premio Rockol Awards 2018 come "Migliore live di artista italiano"
- Premio Lunezia 2020 per il valore musicale e letterario del brano Gigante[89]
- Premio MEI (Meeting delle Etichette Indipendenti) 2020 per 40 anni di carriera[90]
- Premio DozzAmbassador nel 2023 per il suo impegno nella tutela dell’ambiente[91]
- Premio Rockol Awards 2024 come "Migliore album italiano" per Deserti.[92]

## Discografia

### Da solista

#### Album in studio
- 2000 - Né buoni né cattivi
- 2002 - U.D.S. - L'uomo della strada
- 2004 - Soggetti smarriti
- 2006 - In faccia
- 2008 - Fenomeni
- 2020 - Pugili fragili
- 2024 - Deserti

#### Album dal vivo
- 2007 - MTV Storytellers

#### EP
- 2003 - 100% Live

#### Raccolte
- 2005 - Presente
- 2013 - Identikit

#### Singoli
- 1999 - Il mio nome è mai più (feat. Ligabue e Jovanotti)
- 2000 - Io ci sarò
- 2000 - Toro loco
- 2000 - Buongiorno mattina
- 2001 - Bomba boomerang
- 2002 - Bene bene male male
- 2003 - Amore immaginato (feat. Anggun)
- 2003 - Stesso futuro
- 2004 - Prendimi così
- 2004 - Dea musica
- 2005 - Soggetti smarriti
- 2005 - Nel mio mondo
- 2006 - Tribù
- 2006 - Lentezza
- 2006 - Velo
- 2007 - Sorella notte (live)
- 2008 - Tutti fenomeni (promo, videoclip)
- 2008 - Viaggio
- 2013 - Mille uragani
- 2014 - Sto rock
- 2015 - Buchi nell'acqua (feat. Federico Fiumani)
- 2019 - Picnic all'inferno
- 2020 - Gigante
- 2020 - Cuore matto
- 2020 - Pugili fragili
- 2022 - Sete di vita
- 2023 - Musica libera (feat. Alborosie)
- 2024 - Novichok
- 2024 - Maledetto cuore

#### Colonne sonore
- 2022 - I cassamortari (Original Soundtrack)

### Con i Litfiba

#### Album in studio
- 1985 - Desaparecido
- 1986 - 17 re
- 1988 - Litfiba 3
- 1990 - El diablo
- 1993 - Terremoto
- 1994 - Spirito
- 1997 - Mondi sommersi
- 1999 - Infinito
- 2012 - Grande nazione
- 2016 - Eutòpia

## Videografia

### Video
- 2004 - Tra cielo e terra (DVD)
- 2005 - Presente (DVD nella versione digipack)
- 2006 - In faccia (DVD nella versione dual disc dell'album)

### Video musicali
| Anno | Titolo                                          | Regista/i                           |
| ---- | ----------------------------------------------- | ----------------------------------- |
| 1999 | Il mio nome è mai più (con Jovanotti e Ligabue) | Gabriele Salvatores                 |
| 2000 | Io ci sarò                                      | Lucio Pellegrini                    |
| 2000 | Toro loco                                       | Piero Pelù                          |
| 2000 | Buongiorno mattina                              | Stranemani                          |
| 2001 | Bomba boomerang                                 | Paolo Bianchini                     |
| 2002 | Bene bene male male                             | Dario Piana                         |
| 2003 | Amore immaginato (feat. Anggun)                 | Jean-Baptiste Erreca                |
| 2003 | Stesso futuro                                   | Jean-Baptiste Erreca                |
| 2003 | Raga'n'Roll bueno                               | Dario Piana                         |
| 2004 | Prendimi così                                   | Giangi Magnoni                      |
| 2004 | Dea musica                                      | Giangi Magnoni                      |
| 2005 | Soggetti smarriti                               | Giangi Magnoni, Cristian Biondani   |
| 2005 | Nel mio mondo                                   | Francesco Buccheri, Tony Pignatelli |
| 2006 | Tribù                                           | Maki Gherzi                         |
| 2006 | Lentezza                                        | Maki Gherzi                         |
| 2006 | Velo                                            | Beppe Tufarulo                      |
| 2008 | Revolution                                      |                                     |
| 2008 | Tutti fenomeni                                  |                                     |
| 2008 | Viaggio                                         | Roberto "Saku" Cinardi              |
| 2013 | Mille uragani                                   | Ivana Smudja                        |
| 2014 | Sto rock                                        | Sebastiano Bontempi                 |
| 2019 | Picnic all'inferno                              | Olmo Parenti, Marco Zanotti         |
| 2020 | Gigante                                         | Marco Pellegrino                    |
| 2022 | Pugili fragili                                  | Mauro Russo                         |
| 2023 | Musica libera (feat. Alborosie)                 | Marc Lucas, Igor Grbesic            |
| 2024 | Maledetto cuore                                 | Marco Braia                         |

#### Partecipazioni in videoclip di altri artisti
| Anno | Titolo                   | Artista                     | Regista/i           |
| ---- | ------------------------ | --------------------------- | ------------------- |
| 2009 | Domani                   | Artisti Uniti per l'Abruzzo | Ambrogio Lo Giudice |
| 2020 | Ma il cielo è sempre blu | Italian Allstars 4 Life     | Mauro Russo         |

## Collaborazioni
- 1985 - Amsterdam - EP dei Diaframma in collaborazione con i Litfiba
- 1986 - Bandiera - LP dei Moda in cui collabora vocalmente assieme a Ringo de Palma nel brano Camminando sulla ragnatela
- 1988 - Sindarella suite (Teresa De Sio) - Duetto nel brano La vera storia di Lupita Mendera
- 1988 - Ultimi pezzi (Detonazione) - Appare come voce ospite nei brani Intermezzo uno e Intermezzo due
- 1990 - Scandalo (Gianna Nannini) - Testo dei brani Madonna - Welt e Spiriti amanti
- 1995 - Toccato dal fuoco (Anhima) - Testo del brano Vivo
- 1996 - Il circo mangione (Bandabardò) - Seconda voce nel brano W Fernandez
- 1999 - Olio (Mina) - Duetto nel brano Stay with me (Stay)
- 1999 - Il mio nome è mai più - Duetto con Ligabue e Jovanotti
- 2002 - Per Grazia Ricevuta (Per Grazia Ricevuta) - Vocalizzi nel brano Krsna Pan Miles Davis e Coltrane
- 2004 - A.C.A.U. La nostra meraviglia (Gianni Maroccolo) - Duetto nel brano Fugge l'abbraccio
- 2004 - Piazza del Campo (Premiata Forneria Marconi) - Duetto nel brano Si può fare
- 2005 - Ah! (Bisca) - Partecipazione nel brano Sono come tu mi vedi
- 2005 - Appunti partigiani (Modena City Ramblers) - Duetto nella canzone La Guerra di Piero e voce nella canzone Viva l'Italia
- 2005 - La fantastica storia del Pifferaio Magico (Edoardo Bennato) - Duetto nella canzone La città trema
- 2006 - La notte della Taranta 2005 - Interpretazione della canzone Maggio
- 2008 - Randagi con un cuore enorme (Malfunk) - Duetto nella canzone Con un cuore enorme
- 2009 - Dolcenera nel Paese delle Meraviglie (Dolcenera - Collaborazione alla scrittura di testo e musica in Fino a domani
- 2009 - Domani 21/04.2009 (Artisti Uniti per l'Abruzzo)
- 2009 - Grande spirito in Nessuna Pietà, compilation a cura di Marco Vichi edita da Salani editore
- 2013 - Vdb23/Nulla è andato perso (Gianni Maroccolo) - Voce e collaborazione stesura del testo per il brano Rinascere Hugs Suite
- 2013 - Hai paura del buio? (Remastered + Reloaded) (Afterhours) - Reinterpretazione di Male di miele
- 2023 - Musica Libera (Alborosie)

## Libri
- Perfetto difettoso, Arnoldo Mondadori Editore, 2000. ISBN 88-04-48691-0
- Identikit di un ribelle, Rizzoli Editore, 2014, ISBN 9788817074254 - con Massimo Cotto
- Spacca l'infinito, Giunti, 2021, ISBN 9788809905863

## Filmografia
- Tu non c'eri, regia di Cosimo Damiano Damato (2016)
- L'agenzia dei bugiardi, regia di Volfango De Biasi (2019)
- I cassamortari, regia di Claudio Amendola (2022)
- Mauro Corona - La mia vita finché capita, regia di Niccolò Maria Pagani (2025)

## Televisione
- The Voice of Italy (Rai 2, 2013-2015) Coach
- AmaSanremo (Rai 1, 2020) Giurato